# Diamenty (singel)
Diamenty – utwór polskiego rapera Young Multiego w którym gościnnie wystąpił Bedoes, wydany w październiku 2017 roku, pochodzący i promujący album Nowa fala.
Nagranie uzyskało status złotej płyty (2019). Utwór zdobył ponad 20 milionów wyświetleń w serwisie YouTube (2023) oraz ponad 5 milionów odsłuchań w serwisie Spotify (2023).
Producentem utworu jest King LeeBoy oraz CashMoneyAP. Za mix/mastering utworu odpowiada August TRFN.

## Twórcy
- Young Multi, Bedoes – słowa[1][2]
- King LeeBoy, CashMoneyAP – producent[1]
- August TRFN – mix/mastering[1]
- HDSCVM - teledysk[1]